# Marcus Mielke
Marcus Mielke (* 31. Januar 1975 in Mühlacker) ist ein ehemaliger deutscher Leichtgewichts-Ruderer. Er war 1996 Weltmeister und 1997 Weltmeisterschaftsdritter.

## Sportliche Karriere
Marcus Mielke gewann 1994 und 1995 jeweils die Bronzemedaille im Leichtgewichts-Vierer ohne Steuermann beim Nations Cup, einem Vorläuferwettbewerb der U23-Weltmeisterschaften. Bei den Weltmeisterschaften 1996 in Glasgow trat Mielke im Leichtgewichts-Achter an und gewann den Titel vor den Booten aus Dänemark und Kanada. 
1997 wechselte er in den Leichtgewichts-Vierer. Zusammen mit Roland Händle, Jan Herzog und Martin Weis erkämpfte er bei den Weltmeisterschaften 1997 die Bronzemedaille hinter den Dänen und den Franzosen. 1998 in Köln belegte der deutsche Vierer den 13. Platz. Bei den Olympischen Spielen 2000 in Sydney trat der deutsche Vierer im Vorlauf mit Roland Händle, Marcus Mielke, Thorsten Schmidt und Martin Weis an und belegte den dritten Platz. Mit Björn Spaeter für Martin Weis belegte der Vierer den letzten Platz im Halbfinale und im B-Finale.
Marcus Mielke gewann fünf deutsche Meistertitel:
- Leichtgewichts-Vierer:
  - 1997 Roland Händle, Marcus Mielke, Jan Herzog, Martin Weis
  - 2000 Roland Händle, Marcus Mielke, Thorsten Schmidt, Martin Weis[2]
- Leichtgewichts-Achter: 1996, 1997 und 1998[3]

Zum Zeitpunkt seiner Olympiateilnahme war Marcus Mielke Sportstudent. Marcus Mielke ruderte für den Potsdamer Ruderclub Germania.